# Bahnhof Bierbach
Der Bahnhof Bierbach ist seit 2000 ein Haltepunkt im zur saarländischen Stadt Blieskastel gehörenden Ort Bierbach an der Blies. Er verfügt als Systemhalt über ein Bahnsteiggleis und liegt in der Tarifzone 529 des Saarländischen Verkehrsverbundes (SaarVV).
Er entstand 1866 als Durchgangsbahnhof der in ihrer damaligen Form heute nicht mehr existierenden Würzbachbahn zwischen Schwarzenacker und St. Ingbert. Mit Eröffnung der Bliestalbahn von Zweibrücken nach Saargemünd wurde er im Jahr 1879 zum Berührungsbahnhof. Da sich später die Verkehrsströme vor allem mit der Schaffung des Saargebiets beziehungsweise des heutigen Saarlandes änderten, wurde er durch Verknüpfung beider Strecken zum Kreuzungsbahnhof. Mit Stilllegung der Bliestalbahn im Jahr 1991 sowie der als Teil der Würzbachbahn eröffneten Teilstrecke nach Schwarzenacker und weiter nach Homburg wurde er zum Durchgangsbahnhof. Heute ist er nur noch Haltepunkt an der in ihrer jetzigen Form seit 1895 bestehenden Bahnstrecke Landau–Rohrbach.

## Lage

### Örtliche Lage

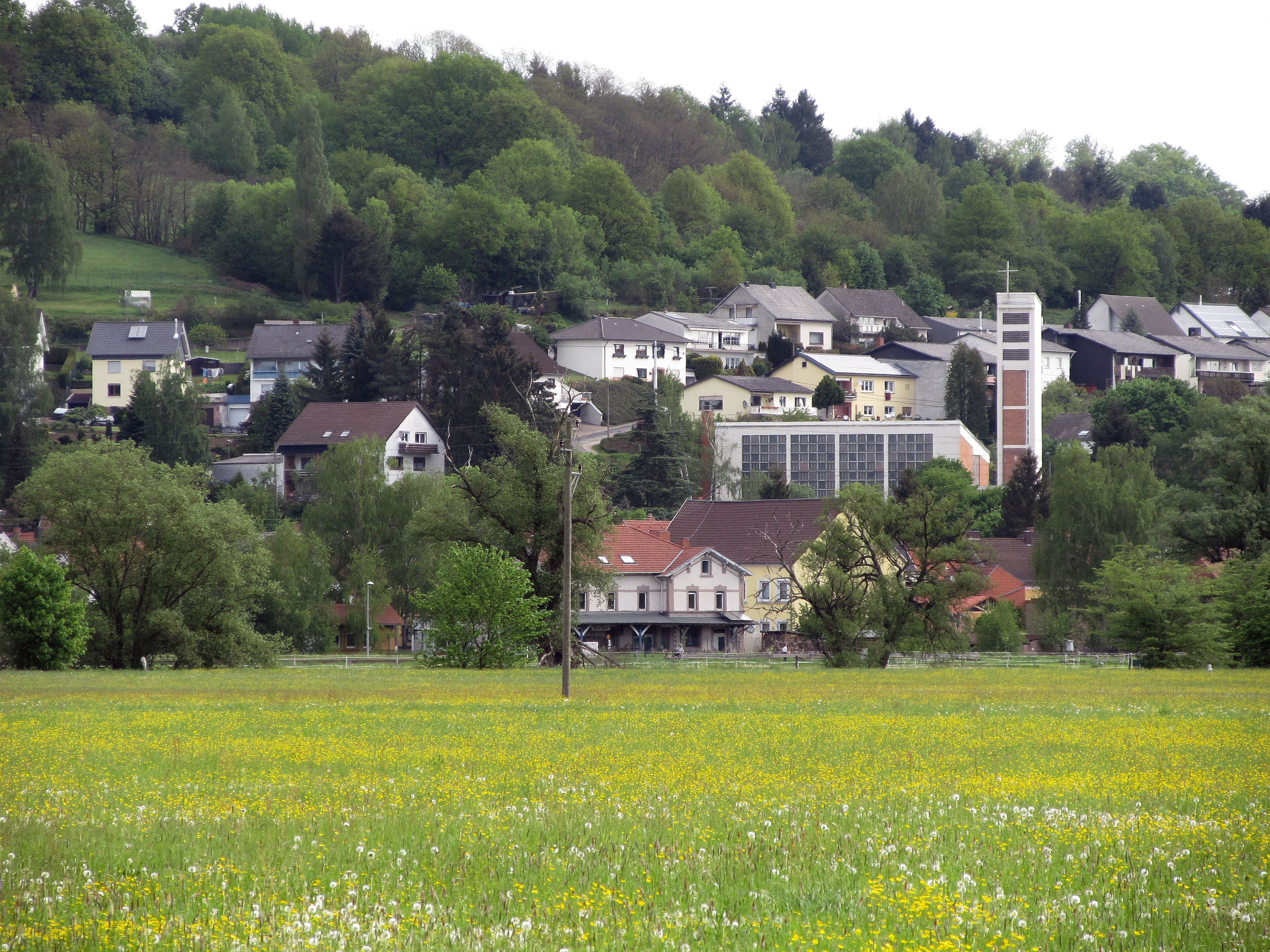
Bahnhof Bierbach aus südlicher Richtung

Der Halt befindet sich am südlichen Siedlungsrand von Bierbach unweit der Ortsmitte. Nördlich vom Bahnhof ist halbkreisförmig die Parkstraße, welche in beiden Richtungen jeweils in die annähernd parallel zur Bahnstrecke verlaufende Pfalzstraße mündet. Südlich vom Bahnhof verläuft ebenfalls parallel zur Strecke der Glan-Blies-Weg. Weiter südlich fließt die Blies, die in diesem Bereich sehr stark mäandriert. Der östlichen Bahnhofsbereich wird vom Bierbach unterquert, er mündet kurze Zeit später in die Blies.

### Bahnstrecken
Die seit 1895 in ihrer jetzigen Form bestehende Bahnstrecke Landau–Rohrbach verläuft innerhalb von Bierbach von Nordost nach Südwest. Die historische Würzbachbahn, die östlich von Niederwürzbach bis Bierbach identisch mit ersterer ist, führte in die nördliche Richtung nach Schwarzenacker, während die heutige Strecke nach Osten über Einöd Zweibrücken erreicht. Die inzwischen stillgelegte und abgebaute Bliestalbahn verlief bis kurz vor Lautzkirchen parallel auf einem und von 1888 bis 1945 auf zwei Gleisen zur Strecke bis Rohrbach beziehungsweise St. Ingbert, um anschließend, nach Süden abzweigend, weiter dem Lauf der Blies zu folgen.
Der Bahnhof wurde als Teil der Strecke Schwarzenacker–St. Ingbert errichtet und befand sich zunächst bei etwa Streckenkilometer 16,97. Die Bliestalbahn war ursprünglich ab Zweibrücken kilometriert; entsprechend befand sich der Bahnhof beim Streckenkilometer 6,864. Da der Bahnhof im Lauf der Jahrzehnte zum Bestandteil einer Magistrale der Relation Bruchsal–Germersheim–Landau–Zweibrücken–Rohrbach wurde, wurde im frühen 20. Jahrhundert eine neue Kilometrierung angelegt, die auf der Germersheimer Rheinbrücke an der Grenze zwischen Baden und Bayern begann; entsprechend befand sich der Bahnhof fortan bei Streckenkilometer 103,21. Nach Schaffung des Saarlandes nach dem Zweiten Weltkrieg wurde diesbezüglich den veränderten Verkehrsströmen Rechnung getragen und 1951 eine neue Kilometrierung beginnend am Homburger Hauptbahnhof eingeführt, die über Schwarzenacker und Bierbach verlief. Fortan befand sich die Bahnstation beim Streckenkilometer 9,110.

## Geschichte

### Entstehung der Strecken um Bierbach
Anfang der 1860er Jahre liefen Planungen, gemäß denen zunächst eine Bahnlinie auf kürzestem Weg von St. Ingbert nach Homburg entstehen sollte. Jedoch gab es in der Folgezeit von den Gemeinden entlang der Blies und des Würzbaches mehrere Eingaben, um eine Streckenführung über ihr Gebiet durchzusetzen. Daraufhin entbrannten heftige Diskussionen. Homburg und St. Ingbert forderten eine Direktverbindung, da die Variante entlang der beiden genannten Flüsse teurer wäre. Die pfälzische Eisenbahndirektion gab am 20. November 1864 schließlich grünes Licht für die längere Streckenführung. Die Strecke sollte in Schwarzenacker von der bestehenden Bahn nach Zweibrücken abzweigen und über Bierbach, Lautzkirchen und Hassel St. Ingbert erreichen. Die Genehmigung durch die Pfälzische Ludwigsbahn-Gesellschaft erfolgte am 23. Dezember 1864. Am 13. Februar des Folgejahres stimmte auch der bayerische König Ludwig II. dem Bau der Strecke zu. Das Teilstück Schwarzenacker–Hassel wurde am 28. November 1866 eröffnet, der Lückenschluss bis St. Ingbert folgte am 1. Juni 1867.
Am 29. April 1869 erteilte das königlich-bayerische Staatsministerium die Konzession zur Planung einer Bahnlinie durch das Bliestal. Der Deutsch-Französische Krieg von 1870 und 1871 ließ die Unternehmung ins Stocken geraten. Bei den Planungen spielte der Bahnhof anfangs keine Rolle, zumal sich der nächstgelegene Bahnhof vom Bliestal aus in Lautzkirchen befand. Zunächst war geplant, unmittelbar östlich des bisherigen Bahnhofs Lautzkirchen einen neuen Abzweigbahnhof zu errichten. Dies scheiterte jedoch aus mehreren Gründen. Die Stadt Blieskastel protestierte aufgrund der relativ weiten Entfernung zu ihrem Stadtgebiet. Darüber hinaus bestand Uneinigkeit mit einem betroffenen Grundstückseigentümer bezüglich des Preises für die Abtretung des erforderlichen Terrains. Aus diesem Grund sollte der Bahnhof Bierbach als Abzweigestation dienen. Zudem wurde auf Betreiben des zuständigen Ingenieurs eine Durchbindung der Strecke bis Zweibrücken ins Spiel gebracht. Bis Einöd sollte sie parallel zur Strecke nach Homburg verlaufen, um anschließend eine Verbindungskurve bei Ingweiler zwischen Einöd und Bierbach zu schaffen. Ausschlaggebend dafür war die Tatsache, dass die Strecke konzeptionell als Fortsetzung der ebenfalls zu dieser Zeit entstehenden Strecke Landau–Zweibrücken dienen sollte. Südwestlich von Bierbach sollte die Strecke weiter südlich bis nach Saargemünd – vormals Sarreguemines – verlaufen.
Bereits am 15. Oktober 1877 war der Streckenabschnitt Zweibrücken–Bierbach fertiggestellt und die Relation Zweibrücken – St. Ingbert befahrbar. Am 1. März 1879 wurde auf der Reststrecke der Güterverkehr eröffnet und drei Tage darauf ein eingeschränkter Personenverkehr genehmigt. Einen Monat später am 1. April trat der reguläre Fahrplan in Kraft. Dadurch wurde Bierbach zum Berührungsbahnhof.

### Weitere Entwicklung (1879–1945)
Um den militärischen Anforderungen zu entsprechen, wurde die Bliestalbahn 1888 zweigleisig ausgebaut. Damit einhergehend erhielt der Bahnhof neue Signale für die Aus- und Durchfahrt. Zudem erhielt er eine Gepäckbude, die 1.500 Mark kostete. Gegen Anfang des 20. Jahrhunderts fiel Bierbach in den Zuständigkeitsbereich der Bahnmeisterei von Blieskastel. Später wurde sie an den Bierbacher Bahnhof verlegt, da dieser ein Eisenbahnknotenpunkt darstellte, während Blieskastel selbst immer nur reiner Durchgangsbahnhof war. Zwischenzeitlich erweiterte sich der Zuständigkeitsbereich der Bahnmeisterei um die Instandhaltung der Gleise bis jeweils kurz vor Zweibrücken und Rohrbach einschließlich des größten Teils des zwischen Einöd und Bierbach liegenden Ingweiler Dreiecks sowie dem nördlichen Teil der Bliestalbahn.
Nach dem Ausbruch des Ersten Weltkriegs 1914 fuhren vom 9. bis 16. August pro Tag 50 Militärzüge von Germersheim aus über Landau und von dort aus via Zweibrücken durch den Bahnhof, 30 von ihren gelangten nach Saarbrücken und 20 nach Saargemünd. Entsprechend kam der planmäßige Verkehr zunächst zum Erliegen.
Nach der deutschen Niederlage im Ersten Weltkrieg wurde der Bahnhof mit Wirkung des 10. März 1920 dem neu geschaffenen Saargebiet zugeschlagen, das die Siegermächte für die Dauer von 15 Jahren unter die Verwaltung des Völkerbundes stellten. Für ihn war fortan die Saareisenbahn zuständig, die aus der vormaligen preußischen Eisenbahndirektion Saarbrücken hervorgegangen war. Dies bewirkte unter anderem, dass die Züge der Bliestalbahn fortan vorzugsweise nach Homburg verkehrten. Im Zuge der Rückgliederung des Saargebiets am 1. März 1935 wat für den Bahnhof fortan die Reichsbahndirektion Saarbrücken zuständig.
Im Zuge der Errichtung des Westwalls sowie anschließend im Zweiten Weltkrieg erlangte die Bahnstation aufgrund ihrer Funktion als Eisenbahnknotenpunkt große Bedeutung, zumal über sie die Truppentransporte in Richtung Würzbachtal stattfanden. Während dieser Zeit unterstand sie samt zugehöriger Bahnmeisterei dem Maschinenamt Homburg. Der Bahnhof selbst wurde im weiteren Kriegsverlauf von 1943 bis 1945 Ziel mehrerer Bombenangriffe, wodurch Schäden innerhalb der Gemeinde entstanden.

### Nachkriegszeit (seit 1945)
Nach dem Zweiten Weltkrieg wurde Bierbach erneut Teil des nun Saarland genannten Territoriums. Fortan waren für den Bahnhof die „Saarländischen Eisenbahnen (SEB)“ – ab 1951 Eisenbahnen des Saarlandes (EdS) genannt – zuständig. Die erneute Abtrennung der Region führte außerdem dazu, dass die Züge der Bliestalbahn ab 1950 dauerhaft nach Homburg verkehrten. Mit der Rückgliederung des Saarlandes an Deutschland gingen die EdS zum 1. Januar 1957 in die seit 1949 bestehende Deutsche Bundesbahn (DB) über Innerhalb letzterer unterstand er fortan der aus den EdS hervorgegangenen Bundesbahndirektion Saarbrücken. Jahrzehntelang durften Züge lediglich mit einer Geschwindigkeit von 45 km/h in den Bierbacher Bahnhof einfahren. Dies änderte sich mit der Inbetriebnahme eines neuen Gleisbildstellwerkes im Empfangsgebäude. Es ermöglichte eine Bahnhofseinfahrt zwischen 60 und 80 Kilometern pro Stunde. Anfang der 1970er Jahre wurde die Bahnmeisterei in diejenige von Homburg eingegliedert. Nach 1976 wurde diese wiederum von derjenigen in St. Ingbert übernommen und diese später von Saarbrücken.
Der Personenverkehr auf der Bliesstrecke sowie derjenige in die nördliche Richtung nach Homburg endete am 31. Mai 1991. Der Güterverkehr folgte am 28. September des Jahres, die offizielle Stilllegung trat am 1. April 1996 in Kraft, womit Bierbach fortan ausschließlich Durchgangsbahnhof war. Bis Mai 1997 wurden zwischen Bierbach und Reinheim sowie zwischen Schwarzenacker und Bierbach die Gleise demontiert und drei Jahre später in einen Radweg umgewandelt.
2000 verkündete die DB Pläne, die in die Jahre gekommenen Gleisanlagen zu überholen. Sie wurden als nicht mehr verkehrssicher eingestuft. Dies beinhaltete, das Hauptgleis zu sanieren, in diesem Zusammenhang jedoch die beiden verbliebenen Bahnhofsgleise samt zugehöriger Weichen zu demontieren und den Bahnhof damit einhergehend zum Haltepunkt zurückzubauen. Dies resultierte daher, dass Zugkreuzungen vor Ort keine betriebliche Notwendigkeit darstellten. Darüber hinaus wollte die DB aufgrund ihres Vorhabens, an die Börse zu gehen, Kosten reduzieren. Die Bauarbeiten fanden an einem Wochenende Anfang April 2000 statt. Während dieser zwei Tage ruhte der Bahnverkehr zwischen Rohrbach und Zweibrücken. Drei Jahre später wurde außerdem das seit 1969 bestehende und zwischenzeitlich funktionslos gewordene Stellpult im Bahnhofsgebäude außer Betrieb genommen. Seither ist der Bahnhof nicht mehr besetzt, sodass das Bahnhofsgebäude in der Folgezeit an eine Privatperson verkauft wurde.

## Bauwerke

### Empfangsgebäude
Das Empfangsgebäude stammt aus dem Jahr 1890 und ersetzte seinen Vorgänger aus dem Jahr 1866. Seine Ausführung ist eher schlicht, da es keine repräsentative Funktion besaß. Es handelt sich um einen rechteckigen Bau mit einem traufständigen Satteldach, wobei der westliche Teil mit einem Walmdach ausgeführt wurde. Der östliche Gebäudeteil enthält Risalit.
Im August 1969 wurde im Gebäude ein Spurplandrucktastenstellwerk der Marke Lorenz Alcatel SEL, Bauart 30 in Betrieb genommen. Es war ebenso für die Bahnhöfe Einöd, Lautzkirchen und Schwarzenacker und bediente fünf Schranken sowie acht Stellwerke. Diese Technik galt zum damaligen Zeitpunkt als Innovation.

### Weitere Bauwerke
Der Bahnhof verfügte jahrzehntelang aufgrund seines Status als Eisenbahnknotenpunkt über zwei Stellwerke mit der Bezeichnung Bierbach Bf und Bierbach Süd. Im Zuge des zweigleisigen Ausbaus im Jahr 1888 wurden sie zunächst abgeändert und ergänzt. Im Zuge der Errichtung des Drucktastenstellwerks 1969 wurden sie abgerissen. 1959 wurde zudem ein neuer Güterschuppen gebaut, der genau wie die Gebäude der zwischenzeitlich aufgegebenen Bahnmeisterei um die Jahrtausendwende noch existierte.

### Anlagen
Nach Inbetriebnahme der Bliestalbahn auf ihrer vollen Länge verfügte der Bahnhof über umfangreiche Gleisanlagen. In Zusammenhang mit der Inbetriebnahme eines Gleisbildstellwerkes musste der Oberbau verändert werden. Die doppelten Kreuzungsweichen wurden beispielsweise ausgebaut. Ab Oktober 1968 erhielt er neue Weichen. Darüber hinaus ersetzten Lichtsignale die bisherigen Formsignale. Anfang der 1970er Jahre besaß der Bahnhof insgesamt zehn Gleise, die insgesamt 5350 Meter lang waren. Hinzu kamen 13 Signale, 21 Weichen 48 Fahrstraßen für Züge und 41 Fahrten für Rangiermanöver. Darüber hinaus verfügte er über ein 1,09 Kilometer langes Anschlussgleis der Dingler-Werke. In den Folgejahrzehnte wurde die Zahl der Gleise auf drei reduziert und seit 2000 ist lediglich eines vorhanden.

## Verkehr

### Personenverkehr
In den ersten Jahren nach der Eröffnung des Bahnhofs verkehrten drei Zugpaare zwischen Homburg und St. Ingbert. Nach Eröffnung der Bliestalbahn im März 1879 fand in den ersten vier Wochen dort lediglich ein eingeschränkter Personenverkehr statt. Die Züge verkehrten von beziehungsweise bis Zweibrücken. Anfang des 20. Jahrhunderts wies die Bliestalbahn insgesamt zehn Zugpaare auf, die schwach ausgelastet waren.
Nach dem Ersten Weltkrieg fuhren als Folge der Schaffung des Saargebiets die Nahverkehrszüge aus Richtung Saarbrücken überwiegend nach Zweibrücken, während die Züge der Bliestalbahn nach Homburg verkehrten. Ab 1952 gelangten die Personenzüge letzterer ausschließlich bis Reinheim, da als Folge der dauerhaften Zuschlagung des lothringischen Streckenteils an Frankreich der Verkehr nach Sarreguemines an Bedeutung verlor. Im Zweiten Weltkrieg verkehrten pro Tag 90 Personenzüge. Während dieser Zeit wurde er zudem von Fronturlauberzügen der Relationen Paris–Frankfurt–Berlin und Calais–Lille–Sarreguemines–Frankfurt bedient. Anfang der 1970er Jahre befuhren 63 Personenzüge die Strecke.
Stand 2025 wird der Bahnhof Bierbach lediglich im Schienenpersonennahverkehr bedient:
Regionalbahn RB 68 Saarbrücken – St. Ingbert – Rohrbach – Bierbach – Zweibrücken – Pirmasens Nord – Pirmasens Hauptbahnhof, die stündlich verkehrt.

### Güterverkehr
1886 wurden am Bahnhof 372,98 Tonnen Güter empfangen beziehungsweise versandt, davon 180 Tonnen Kohle. In den beiden Folgejahrzehnten nahm es kontinuierlich zu. 1895 waren es bereits 441,31 Tonnen, davon 360 Tonnen Kohle. Darüber hinaus wurden die rund 8000 Klafter Holz aus dem Staatswald weitestgehend in Bierbach verladen. 1894 erhielt der Bahnhof zudem eine Militärrampe, die bereits zwei Jahre später einer Verlängerung von 100 Metern erhielt.
Anfang des 20. Jahrhunderts befuhren Güterzüge der Relationen Saarbrücken–Germersheim, Homburg–St. Ingbert–Zweibrücken, Zweibrücken–St. Ingbert und Homburg–Saargemünd die Unterwegsbahnhöfe den Bahnhof. Ein bedeutender Kunde im Güterverkehr war seit 1925 ein ortsansässiges Werk der Dingler-Werke.
Im Zuge des Baus des Westwalls nahm der Güterverkehr enorm zu; entsprechend existierte an der Rampe und am Entladegleis sehr viel Betrieb. Pro Tag wurden im Bahnhof Bierbach während dieser Zeit etwa 100 Wagen entladen. Während des Kriegs führen täglich 90 Güterzüge durch den Bahnhof. Anfang der 1970er Jahre fuhren 21 Güterzüge durch den Bahnhof.